# Рівалдіньйо
Рівалдо Вітор Борба Феррейра Жуніор (порт.-браз. Rivaldo Vítor Borba Ferreira Júnior), більш відомий як Рівалдіньйо (порт. Rivaldinho, нар. 29 квітня 1995, Сан-Паулу) — бразильський футболіст, нападник румунського клубу «Фарул».

## Ігрова кар'єра
Народився 29 квітня 1995 року в місті Сан-Паулу. Вихованець футбольної школи клубу «Можі-Мірім», головою якого був його батько Рівалдо. Дорослу футбольну кар'єру розпочав 2014 року в основній команді того ж клубу, в якій провів два сезони, взявши участь у 47 матчах в усіх турнірах, забивши 11 голів.
В серпнів 2015 року Рівалдіньйо перейшов до португальської «Боавішти», але в команді з Порту закріпитись не зумів, зігравши за наступний сезон своєї ігрової кар'єри всього по одному матчу в чемпіонаті (проти «Морейренсі»), кубку Португалії та Кубку ліги. В результаті у січні 2016 року нападник повернувся на батьківщину, де виступав за клуби «XV ді Новембро», «Інтернасьйонал» та «Пайсанду» (Белен).
7 лютого 2017 року Рівалдіньйо повернувся до Європи, підписавши контракт на три з половиною роки з «Динамо» (Бухарест). Він забив свій перший гол за клуб 5 квітня в грі проти ЧФР (Клуж). 27 липня 2017 року відбірковому матчі Ліги Європи проти іспанського клубу «Атлетік Більбао» Рівалдіньйо забив гол після красивого дальнього удару, принісши своїй команді сенсаційну нічию з рахунком 1:1. Загалом протягом 2017 року бразилець зіграв за клуб 37 матчів в усіх турнірах і забив 6 голів.
27 січня 2018 року Рівалдіньйо перейшов у болгарське «Левскі», підписавши контракт на два з половиною роки. У новій команді нападник заграти не зумів, забивши за увесь час лише один гол і у січні 2019 він повернувся до Румунії, приєднавшись на правах оренди до клубу «Віїторул». З цією командою Рівалдіньйо став володарем Кубка Румунії 2018/19, після чого підписав постійний контракт з клубом в липні 2019 року.
12 серпня 2020 року він став футболістом польської «Краковії», з якою уклав трирічний контракт з можливістю продовжити його на один рік. Він дебютував за польський колектив через 4 дні після підписання контракту, 16 серпня 2020 року, коли на 71-й хвилині з'явився на полі, замінивши Маркоса Альвареса, під час виїзної гри 1-го туру Кубка Польщі з «Хробри» (2:1). Дебютував у Екстракласі 22 серпня 2020 року, вийшовши в основі в домашньому матчі 1-го туру проти щецинського «Погоня» (2:1). 20 вересня 2020 року, у виїзній грі проти «Заглєбє» (Любін) забив свій перший гол за клуб і принісши своїй команді нічию 1:1. 9 жовтня 2020 року виграв Суперкубок Польщі з «Краковією», який став першим в історії клубу. Станом на 8 лютого 2021 року відіграв за команду з Кракова 14 матчів в національному чемпіонаті і забив 1 гол.

## Статистика виступів

### Статистика клубних виступів
| Сезон                         | Команда                       | Чемпіонат                     | Чемпіонат | Чемпіонат | Національний кубок | Національний кубок | Національний кубок | Континентальні кубки | Континентальні кубки | Континентальні кубки | Інші змагання | Інші змагання | Інші змагання | Усього | Усього |
| Сезон                         | Команда                       | Ліга                          | Ігор      | Голів     | Ліга               | Ігор               | Голів              | Ліга                 | Ігор                 | Голів                | Ліга          | Ігор          | Голів         | Ігор   | Голів  |
| ----------------------------- | ----------------------------- | ----------------------------- | --------- | --------- | ------------------ | ------------------ | ------------------ | -------------------- | -------------------- | -------------------- | ------------- | ------------- | ------------- | ------ | ------ |
| 2014                          | «Можі-Мірім»                  | ЛП+C                          | 9+12      | 2+1       | КБ                 | 0                  | 0                  | -                    | -                    | -                    | -             | -             | -             | 21     | 3      |
| 2015                          | «Можі-Мірім»                  | ЛП+B                          | 11+15     | 2+6       | КБ                 | 0                  | 0                  | -                    | -                    | -                    | -             | -             | -             | 26     | 8      |
| Усього за «Можі-Мірім»        | Усього за «Можі-Мірім»        | Усього за «Можі-Мірім»        | 20+27     | 4+7       |                    | 0                  | 0                  |                      | -                    | -                    |               | -             | -             | 47     | 11     |
| 2015-січ. 2016                | «Боавішта»                    | ПЛ                            | 1         | 0         | КП+КЛ              | 1+1                | 0                  | -                    | -                    | -                    | -             | -             | -             | 3      | 0      |
| січ.-черв. 2016               | «XV ді Новембро»              | ЛП+D                          | 12+0      | 3         | КБ                 | 0                  | 0                  | -                    | -                    | -                    | -             | -             | -             | 12     | 3      |
| 2016                          | «Пайсанду»                    | ЛП+B                          | 0+8       | 1         | КБ                 | 0                  | 0                  | -                    | -                    | -                    | -             | -             | -             | 8      | 1      |
| січ.-черв. 2017               | «Динамо» (Бухарест)           | ЛI                            | 1+10      | 0+2       | КР+КЛ              | 1+2                | 0                  | -                    | -                    | -                    | -             | -             | -             | 14     | 2      |
| 2017-січ. 2018                | «Динамо» (Бухарест)           | ЛI                            | 19        | 3         | КР                 | 2                  | 0                  | ЛЄ                   | 2                    | 1                    | -             | -             | -             | 23     | 4      |
| Усього за «Динамо» (Бухарест) | Усього за «Динамо» (Бухарест) | Усього за «Динамо» (Бухарест) | 20+10     | 3+2       |                    | 5                  | 0                  |                      | 2                    | 1                    |               | -             | -             | 37     | 6      |
| січ.-черв. 2018               | «Левскі»                      | 1Л                            | 3+5       | 0+1       | КБ                 | 0                  | 0                  | ЛЄ                   | -                    | -                    | -             | -             | -             | 8      | 1      |
| 2018-січ. 2019                | «Левскі»                      | 1Л                            | 4         | 0         | КБ                 | 1                  | 0                  | ЛЄ                   | 0                    | 0                    | -             | -             | -             | 5      | 0      |
| Усього за «Левскі»            | Усього за «Левскі»            | Усього за «Левскі»            | 7+5       | 0+1       |                    | 1                  | 0                  |                      | 0                    | 0                    |               | -             | -             | 13     | 1      |
| січ.-черв. 2019               | «Віїторул»                    | ЛI                            | 4+7       | 0+2       | КР                 | 4                  | 2                  | ЛЄ                   | -                    | -                    | -             | -             | -             | 15     | 4      |
| 2019–20                       | «Віїторул»                    | ЛI                            | 16+12     | 6+5       | КР                 | 0                  | 0                  | ЛЄ                   | 0                    | 0                    | СР            | -             | -             | 28     | 11     |
| Усього за «Вііторул»          | Усього за «Вііторул»          | Усього за «Вііторул»          | 20+19     | 6+7       |                    | 4                  | 2                  |                      | 0                    | 0                    |               | -             | -             | 43     | 15     |
| 2020–21                       | «Краковія»                    | ЕК                            | 12        | 1         | КП                 | 2                  | 0                  | ЛЄ                   | 1                    | 0                    | СП            | 1             | 0             | 16     | 1      |
| Усього за кар'єру             | Усього за кар'єру             | Усього за кар'єру             | 161       | 35        |                    | 14                 | 2                  |                      | 3                    | 1                    |               | 1             | 0             | 179    | 38     |

## Титули і досягнення
- Володар Кубка румунської ліги (1):

«Динамо» (Бухарест): 2016–17
- Володар Кубка Румунії (1):

«Віїторул»: 2018–19
- Володар Суперкубка Польщі (1):

«Краковія»: 2020

## Особисте життя
Син відомого футболіста, чемпіона світу Рівалдо, з яким разом у 2015 році виступав за «Можі-Мірім».
Має бразильське та іспанське громадянство і вільно володіє п'ятьма мовами: португальською, іспанською, англійською, італійською та румунською.